# خانه خدا (فیلم)
خانهٔ خدا فیلمی مستند به کارگردانی ابوالقاسم رضایی ساختهٔ سال ۱۳۴۵ است. متن روایت گوینده فیلم توسط ابراهیم گلستان نوشته شد و توسط خود او اجرا شد. جلال مقدم در سفر حج به عنوان دستیارکارگردان حضور داشت؛ ولی به دلیل پیچیدگی کار عملاً به عنوان کارگردان دوم و به نوعی ناظر کیفی کار نقش ایفا کرد در تیتراژ فیلم نام ابولقاسم رضایی به عنوان کارگردان قید شده ولی به دلیل شهرت جلال مقدم در یک اشتباه تاریخی بدون دلیل موجه و هیچ نوع مدرکی از نام جلال مقدم به عنوان کار گردان یاد شده‌است.

## خلاصه داستان
این فیلم دربارهٔ مراسم حج و مراحل گوناگون آن است. زائرانی با سنین متفاوت و از نژادها و کشورهای مختلف، از راه هوا و خشکی و دریا، به عربستان سعودی می‌آیند و مناسک حج را به جا می‌آورند و پس از پایان آن، به کشورهایشان بازمی‌گردند. فیلم مستندی به نام دربارهٔ خانه خدا توسط احمد ابراهیمی در خصوص این فیلم در سال ۱۳۹۲ ساخته شده‌است.